# Vale de Coelha
Vale de Coelha é uma povoação portuguesa do Município de Almeida que foi sede da extinta Freguesia de Vale de Coelha, freguesia que tinha 5,71 km² de área e 43 habitantes (2011), e, por isso, uma densidade populacional de 7,5 hab/km².
A Freguesia de Vale de Coelha foi extinta em 2013, no âmbito de uma reforma administrativa nacional, tendo sido agregada à freguesia de Malpartida, para formar uma nova freguesia denominada União das Freguesias de Malpartida e Vale de Coelha com sede em Malpartida.
Vale de Coelha é uma pequena aldeia da Beira Interior Portuguesa, junto a Espanha. Vive essencialmente da agricultura e pecuária e é uma das mais pequenas freguesias portuguesas, em população.

## População
| Totais e grupos etários | Totais e grupos etários | Totais e grupos etários | Totais e grupos etários | Totais e grupos etários | Totais e grupos etários | Totais e grupos etários | Totais e grupos etários | Totais e grupos etários | Totais e grupos etários | Totais e grupos etários | Totais e grupos etários | Totais e grupos etários | Totais e grupos etários | Totais e grupos etários | Totais e grupos etários |
| ----------------------- | ----------------------- | ----------------------- | ----------------------- | ----------------------- | ----------------------- | ----------------------- | ----------------------- | ----------------------- | ----------------------- | ----------------------- | ----------------------- | ----------------------- | ----------------------- | ----------------------- | ----------------------- |
|                         | 1864                    | 1878                    | 1890                    | 1900                    | 1911                    | 1920                    | 1930                    | 1940                    | 1950                    | 1960                    | 1970                    | 1981                    | 1991                    | 2001                    | 2011                    |
|                         | 154                     | 142                     | 186                     | 219                     | 201                     | 205                     | 192                     | 192                     | 187                     | 135                     | 65                      | 68                      | 74                      | 48                      | 43                      |
| i)                      |                         |                         |                         |                         |                         |                         |                         |                         |                         |                         |                         |                         |                         | 5                       | 5                       |
| ii)                     |                         |                         |                         |                         |                         |                         |                         |                         |                         |                         |                         |                         |                         | 2                       | 2                       |
| iii)                    |                         |                         |                         |                         |                         |                         |                         |                         |                         |                         |                         |                         |                         | 28                      | 22                      |
| iv)                     |                         |                         |                         |                         |                         |                         |                         |                         |                         |                         |                         |                         |                         | 13                      | 14                      |

```
i)
 0 aos 14 anos;
 ii)
 15 aos 24 anos; 
iii)
 25 aos 64 anos; 
iv)
 65 e mais anos	
```

## Património
- Classificado:
  - Pelourinho de Vale de Coelha - século XIV/XV

- Edificado:
  - Marco com o Escudo Coroado - século XVI/XV;
  - Pontão sobre a Ribeira dos Tourões - Medieval

- Religioso:
  - Igreja Matriz - século XII (Românico)

- Arqueológico e Etnográfico:
  - Forno comunitário - século XVIII/XIX;
  - Sepulturas Antropomórficas cavadas na rocha em Pailobo no sítio das Fátimas - Medieval;
  - Ruínas da Atalaia - século XVIII

## Tempestade de 6 de julho de 1876
Conta-se na aldeia que em 6 de julho de 1876 houve uma grande tempestade e o pároco e o regedor foram fulminados por um raio à porta da igreja, "ficando instantaneamente mortos".